# John Banim

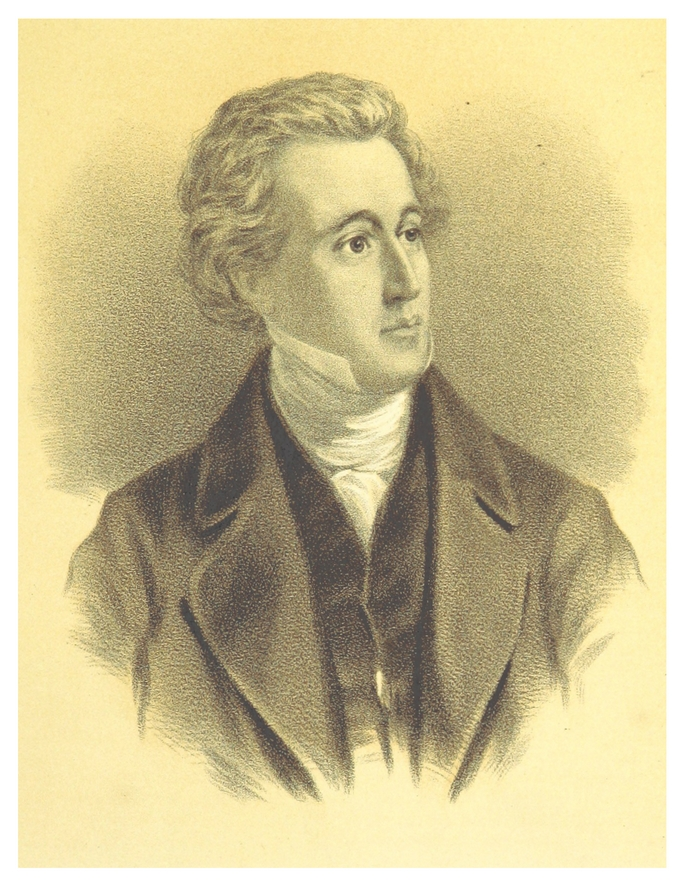
John Banim

John Banim (* 3. April 1798 in Kilkenny, Irland; † 13. August 1842 in Windgap Cottage bei Kilkenny, Irland) war ein irischer Schriftsteller, der vor allem durch seine an Walter Scott angelehnten Tales of the O’Hara Family (Geschichten über die Familie O’Hara) gefiel. Als Pseudonym wählte er auch den Namen Barnes O’Hara. Er wurde nur 44 Jahre alt.

## Leben und Werk
John Banim, Sohn eines Farmers und Krämers, versuchte sich bereits im Alter von zehn Jahren in Versen und Geschichten. Ab dem 13. Lebensjahr besuchte er das Kilkenny College und interessierte sich insbesondere für Malen und Zeichnen. Nach einem zweijährigen Kunststudium in Dublin, wo er auch als Porträtmaler wirkte, kehrte er als Zeichenlehrer in seine Heimatstadt zurück. Seine Liebesbeziehung zu einer Zeichenschülerin wurde von deren Eltern unterbunden; angeblich starb die junge Frau nach zwei Monaten an gebrochenem Herzen. Neben einer Tuberkulose wird Banims früher Tod auch auf dieses Unglück, das ihn sehr mitnahm, zurückgeführt. Ein Jahr darauf ging er 1820 nach Dublin zurück, um sich literarisch zu betätigen. 1821 verfasste er das patriotische Gedicht The Celt’s Paradise. Seine Tragödie Damon and Pythias wurde im gleichen Jahr erfolgreich in Covent Garden (London) aufgeführt. Während eines kurzen Besuchs in Kilkenny heiratete John Banim und nahm ab 1822 gemeinsam mit seinem älteren Bruder Michael die Tales of the O’Hara Family in Angriff, die das irische Volksleben schildern. Dazu bemerkt die Catholic Encyclopedia, die jeweiligen Anteile der Brüder an diesem umfangreichen Erzählwerk ließen sich kaum mehr feststellen. Ihre Absicht sei gewesen, für die Iren dasselbe zu leisten, was Walter Scotts Waverley Novels den Schotten geschenkt habe: das wahre Abbild ihres Nationalcharakters mit allen Licht- und Schattenseiten.
1822 ging John Banim nach London, um dort sein Glück zu machen. Dort verdiente er Geld, indem er für Zeitschriften und Theater schrieb. 1824 veröffentlichte er anonym die Essaysammlung Revelations of the Dead Alive. Dann ernteten ihm die ersten Tales of the O’Hara Family, als sie im April 1825 erschienen, auf Anhieb Beifall. Das darin enthaltene Stück Crohoore of the Bill Hook stammt von Michael Banim; es wurde 1828 von Lucie Domeier unter dem Titel Der Zwerg ins Deutsche übersetzt. 1826 erschien eine zweite Serie der Tales. Im Roman The Boyne Water (1826) wird von der großen Krise des Jahres 1690, der das katholische Irland erlag, erzählt. In The Denounced (1830) wird die Zeit der Bedrückung Irlands unter Wilhelm III. geschildert.
Allerdings verschlechterte sich inzwischen John Banims gesundheitlicher Zustand, so dass die weiteren Tales of the O’Hara Family fast gänzlich von seinem Bruder geschrieben wurden. Bald musste er in sehr bescheidenen Verhältnissen leben. Ein Versuch, seine angeschlagene Gesundheit durch eine Reise nach Frankreich zu bessern (1829), misslang. Während er sich im Ausland befand, bemühte sich die englische Presse, insbesondere John Sterling in  The Times, Geld für Banim aufzutreiben, um ihn aus seiner größten finanziellen Not zu befreien, welcher Versuch von Erfolg gekrönt war. 1835 kehrte John Banim in seine Heimat zurück, um sich in einem Häuschen am Stadtrand von Kilkenny niederzulassen. Die irische Regierung setzte ihm 1836 in Anbetracht seiner Krankheit und seiner literarischen Verdienste eine Pension von 150 Pfund aus, die auch der Erziehung seiner Tochter zugutekommt. Banim starb in seiner Windgap Cottage am 13. August 1842. Sein Bruder Michael folgte ihm – nach unternehmerischen Fehlschlägen und weiteren Büchern – 1874.
Für die Encyclopædia Britannica von 1911 liegt die wesentliche Leistung der Brüder Banim in den grundlegenden Tales of the O’Hara Family der 1820er Jahre; alle späteren Werke seien zu weitschweifig geraten und erinnerten zu offensichtlich an die Waverly Novels von Scott. Die Leidenschaften und Widersprüchlichkeiten des irischen Bauern seien selten so wahrhaftig und gekonnt dargestellt worden wie in jenen ersten Tales, die neben oft verblüffenden Vorfällen auch schreckliche Ereignisse zu bieten hätten. Dagegen widmeten sie der leichteren, fröhlichen Seite des irischen Charakter, die so stark bei Samuel Lover erscheine, wenig Aufmerksamkeit.

## Werke

### Dramen
- Damon und Pythias, London 1821
- The Sargeant’s Wife, London 1824

### Lyrik
- The Celt’s Paradise, London 1821
- Chaunt of the Cholera: Songs for Ireland, London 1831

### Prosa
- Revelations of the Dead Alive (Essays), London 1824
- Tales by the O’ Hara Family, Erste Reihe, London 1825
  - The Fetches
  - John Doe
- Tales by the O’Hara Family, Zweite Reihe, London 1826
  - The Nowlans (deutsche Übersetzung von Adolf Wagner, Leipzig 1835)
  - Peter of the Castle (deutsch Leipzig 1834)
- The Boyne Water, 1826
- The Anglo-Irish of the XIX. Century, London 1828
- The Denounced, London 1830
- The Smuggler, London 1831
- The Bit o’ Writin’ and Other Tales by the O’Hara Family, London 1838
- Father Connell, by the O’Hara Family, London 1842
- The Works of the O’Hara Family, with foreword and notes by Michael Banim (Sammelband), Dublin 1865

(Ein Teil der Prosabücher gemeinsam mit Michael Banim!)